# Plumatella javanica
Plumatella javanica är en mossdjursart som beskrevs av Kraepelin 1906. Plumatella javanica ingår i släktet Plumatella och familjen Plumatellidae. Inga underarter finns listade i Catalogue of Life.